# 장쑤루역
장쑤루역(중국어: 江苏路站, 영어: Jiangsu Road Station)은 중화인민공화국 상하이 푸둥 신구에 있는 상하이 지하철 2호선과 11호선의 역이다. 역사는 지하 섬식 구조를 가지고 있다.

## 출구
- 1번출구: 장쑤루(江苏路)
- 2번출구: 유유안루(愚园路)
- 3번출구: 유유안루
- 4번출구: 유유안루, 장쑤루

## 대중교통 환승
01, 20, 44, 54, 57, 62, 71, 76, 127, 138, 148, 311, 316, 321, 323, 327, 330, 562, 737, 765, 825, 838, 921, 922, 923, 925, 925B, 936, 939, 941

## 같이 보기
- 상하이 지하철